# 誠嬪
誠嬪（18世纪—1784年5月29日），鈕祜祿氏，滿洲鑲黃旗人，二等侍衛兼佐領穆克登之女，诚嫔的從堂姑為順貴人鈕祜祿氏。乾隆帝之嬪。

## 生平
生年不詳，生辰為九月二十九日。
诚嫔為阿爾松阿的孙女，阿爾松阿一支曾籍没家产，被发遣烟瘴地方。乾隆帝即位後，才把阿爾松阿一支从辛者库中赦免，並回公爵府居住，惟給了順貴人家族的爵位不予復還給阿爾松阿一支，可見其勢力早已衰微。
乾隆二十二年（1757年）六月初九日，初封為蘭貴人。
乾隆二十五年正月二十三日，永壽宮太監趙興偷了蘭貴人的一件白紗衫，在陳府地方當鋪內當錢一千文，二月初三日又偷了蘭貴人的大紅夾紗襯衣和白紗衫各一件，繼續送到當鋪當錢，四月十二日，趙興想贖出在當鋪的三件蘭貴人衣服，但是因為錢不夠，還有一件沒贖回來，從而被蘭貴人發現，趙興最終被發往黑龍江。 
乾隆三十三年六月初八日，蘭常在晉為蘭貴人，未知蘭貴人降為蘭常在的具體日期。
乾隆四十一年十一月十八日，詔封為嬪，與金常在一同晉封。乾隆四十二年正月，遇崇慶皇太后喪，未行冊封禮。
乾隆四十四年二月初一日，乾隆帝讓太監常寧傳旨：「順妃帶明常在住永壽宮」；十月補行誠嬪冊封禮，與從堂姑順妃鈕祜祿氏一同冊封。
乾隆四十七年十二月初六日，劉秉忠奉旨賞誠嬪銀二百兩，因伊阿娘亡故，未知其生母是否為穆克登之妻吳拉木漢濟爾莫特氏。
乾隆四十九年四月十一日，巡幸回鑾時，誠嬪於夜間在船邊桿塘上乘涼，失足落水，撈獲裝殮，遺體由水路前赴通州，送至靜安莊暫安。
乾隆四十九年九月初二日辰時，誠嬪金棺，以及武貴人、寧常在彩棺，奉移遵化東陵的裕陵妃園寢；同月初七日，誠嬪金棺到達裕妃園寢，並於九月初八日入葬地宮。徐廣源著《清皇陵地宫亲探记》記載，在公元1979年10月，即容妃地宫塌陷幾天後，诚嫔地宫也塌陷出一个大洞，位置和容妃地宮盗口的位置一模一样。清东陵所长命徐廣源在抽空洞穴內的污水後进入誠嬪地宫探视。他發現誠嬪的棺椁倒放着，椁与棺都被盜墓人凿透並盗掘，只剩一些糟棉花。随即将誠嬪地宫封闭砌死。
清末野史传说，乾隆帝南巡时，将孝贤皇后推进水里淹死，〈或說孝贤皇后自己投水〉其来源可能即为诚嫔不幸淹死一事。

## 家族
- 五世祖：額亦都，一女為皇太極元妃。
- 高祖父：遏必隆，生母努爾哈赤第四女已革和碩公主穆庫什，兩女分別為康熙帝孝昭仁皇后、溫僖貴妃。
- 曾祖父：阿靈阿，生母三等侍衛侍衛什長棟亮之曾祖姑巴雅拉氏，配康熙帝孝恭仁皇后之妹烏雅氏，一女為康熙帝第十七子果毅親王允禮嫡福晉。
- 祖父：阿爾松阿，襲二等公，曾任領侍衛內大臣、刑部尚書等職，雍正二年因柔奸狡猾，甚於其父而被發往盛京看守曾祖墓，終日酗酒，牢騷滿腹。雍正四年五月，被處斬，妻兒沒入官，直至乾隆元年才歸旗，配原任戶部尚書凱音布之女伊爾根覺羅氏、一等公海金之女舒穆祿氏、正藍旗宗室奉恩將軍巴金泰之女，兩女分別為鑲紅旗閑散宗室宗壽之妻、正紅旗宗室副都統都隆額之子三等侍衛烏爾卿阿之妻[6]。
- 父：穆克登，生於康熙五十二年八月二十九日巳時，乾隆二年襲堂叔訥親所得之雲騎尉，隨旗行走，乾隆五年選三等侍衛，旋擢侍衛什長，續襲勲舊佐領，陞二等侍衛，卒於乾隆三十二年四月初六日丑時，配參領巴爾泰之女吳拉木漢濟爾莫特氏，生於雍正元年十月十八日丑時[6]。
- 弟：祥保，少襲勲舊佐領，奉旨授為三等侍衛，在乾清門行走，乾隆四十六年四月陞二等侍衛，乾隆四十九年七月蒙恩賜穿黃馬褂[6]。
- 弟：瑞保，乾隆四十年進士，欽㸃翰林院庶吉士，曾任翰林院侍讀學士、內閣學士兼禮部侍郎銜等職[6]。
- 堂姐妹：正藍旗宗室閒散薩炳阿之妻[6]。
- 侄女：鑲藍旗宗室輔國公特通額之子三品宗室寧昌阿之妻[6]。